# Wienerfilharmonikernas nyårskonsert 2012

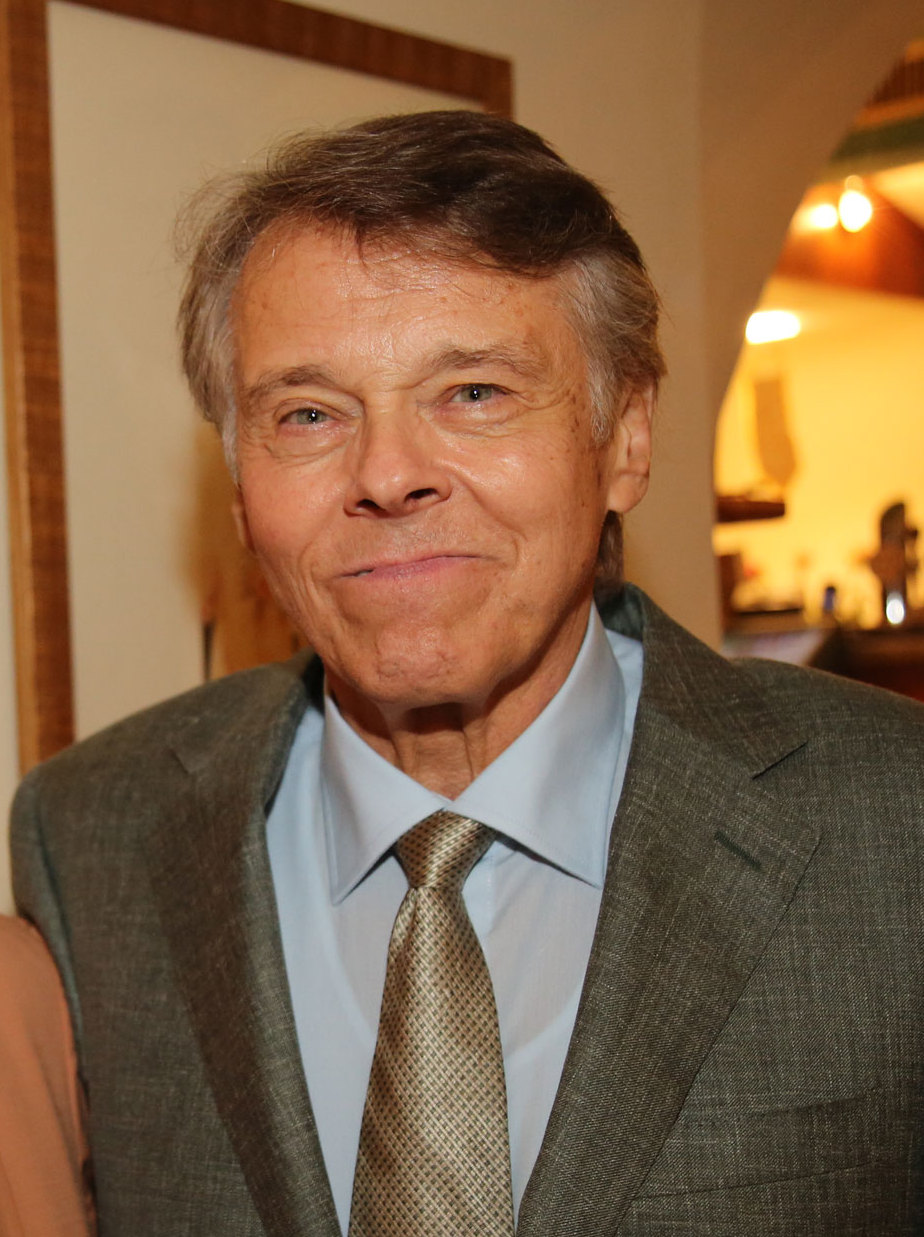
Mariss Jansons

Wienerfilharmonikernas nyårskonsert 2012 räknas som den 72:a nyårskonserten från Wien och ägde rum den 1 januari 2012 i Wiens Musikverein. Dirigent var för andra gången Mariss Jansons, som även dirigerade konserten 2006.

## Historia
Strikt räknat var det Wienerfilharmonikernas 67:e nyårskonsert, eftersom det inte var förrän 1946 som namnet introducerades. Dessutom var det den 73:e Årsskifteskonserten, då det vid årsskiftet 1939/40 gavs en Außerordentliches Konzert (extraordinär konsert) av Wienerfilharmonikerna, som dock ägde rum på nyårsafton 1939. Från 1941 dirigerades nyårskonserten av Clemens Krauss, med undantag för åren 1946 och 1947 då Krauss förbjöds att dirigera på grund av sin närhet till nazistregimen och ersattes av Strausspecialisten Josef Krips.
Efter Clemens Krauss död 1955 följde Willi Boskovsky, konsertmästare i Wienerfilharmonikerna, som dirigerade konserten 25 gånger i rad. Från 1980 till 1986 följde sju konserter med dirigenten Lorin Maazel, som tjänstgjorde som chef för Wiener Staatsoper från 1982 till 1984. Därefter beslutade Wienerfilharmonikerna att bjuda in en ny dirigent varje år.
Som har varit fallet varje år sedan 1980 var blomsterdekorationerna en gåva från den italienska staden San Remo.

## Konserten
I år stod sex kompositioner på programmet som aldrig tidigare spelats i nyårskonserten, bland annat två verk av Pjotr Tjajkovskij.

## Program

### 1:a delen
- Johann Strauss den yngre och Josef Strauss: Vaterländischer Marsch, o. op.*
- Johann Strauss den yngre: Rathhaus-Ball-Tänze, Vals, op. 438*
- Johann Strauss den yngre: Entweder – oder! Polka schnell, op. 403*
- Johann Strauss den yngre: Tritsch-Tratsch, Polka schnell**, op. 214 (Bearbetning: G. Wirth) – framfört av Wiener Sängerknaben
- Carl Michael Ziehrer: Wiener Bürger, Vals, op. 419
- Johann Strauss den yngre: Albion-Polka, op. 102
- Josef Strauss: Jokey-Polka (schnell), op. 278

### 2:a delen
- Joseph Hellmesberger junior: Danse diabolique ("Teufelstanz")
- Josef Strauss: Künstler-Gruß. Polka française, op. 274
- Johann Strauss den yngre: Freuet euch des Lebens, Vals, op. 340
- Johann Strauss den äldre: Sperl-Galopp, op. 42
- Hans Christian Lumbye: Københavns jernbanedampgalop*
- Josef Strauss: Feuerfest. Polka française, op. 269 (Bearbetning: G. Wirth) – framfört av Wiener Sängerknaben
- Eduard Strauß: Carmen-Quadrille, op. 134
- Pjotr Tjajkovskij: Panorama från baletten Törnrosa, op. 66*
- Pjotr Tjajkovskij: Vals från baletten Törnrosa, op. 66a*
- Johann Strauss den yngre och Josef Strauss: Pizzicato-Polka
- Johann Strauss den yngre: Persischer Marsch, op. 289
- Josef Strauss: Brennende Liebe. Polka française, op. 129
- Josef Strauss: Delirien. Vals, op. 212
- Johann Strauss den yngre: Unter Donner und Blitz, Polka schnell, op. 324

### Extranummer
- Johann Strauss den yngre: Tik-Tak-Polka, Polka schnell, op. 365
- Johann Strauss den yngre: An der schönen blauen Donau, Vals, op. 314
- Johann Strauss den äldre: Radetzkymarsch, op. 228

Verkförteckningen och verkens ordning finns på Wienerfilharmonikernas webbplats.
 Verk markerade med * spelades för första gången vid en nyårskonsert.
** Tritsch-Tratsch-Polka är ingen "Polka schnell" (Snabbpolka) i egentlig mening, den beteckningen användes av Johann Strauss den yngre först med op. 281 (Vergnügungszug (Polka schnell)).

## Balettinslag

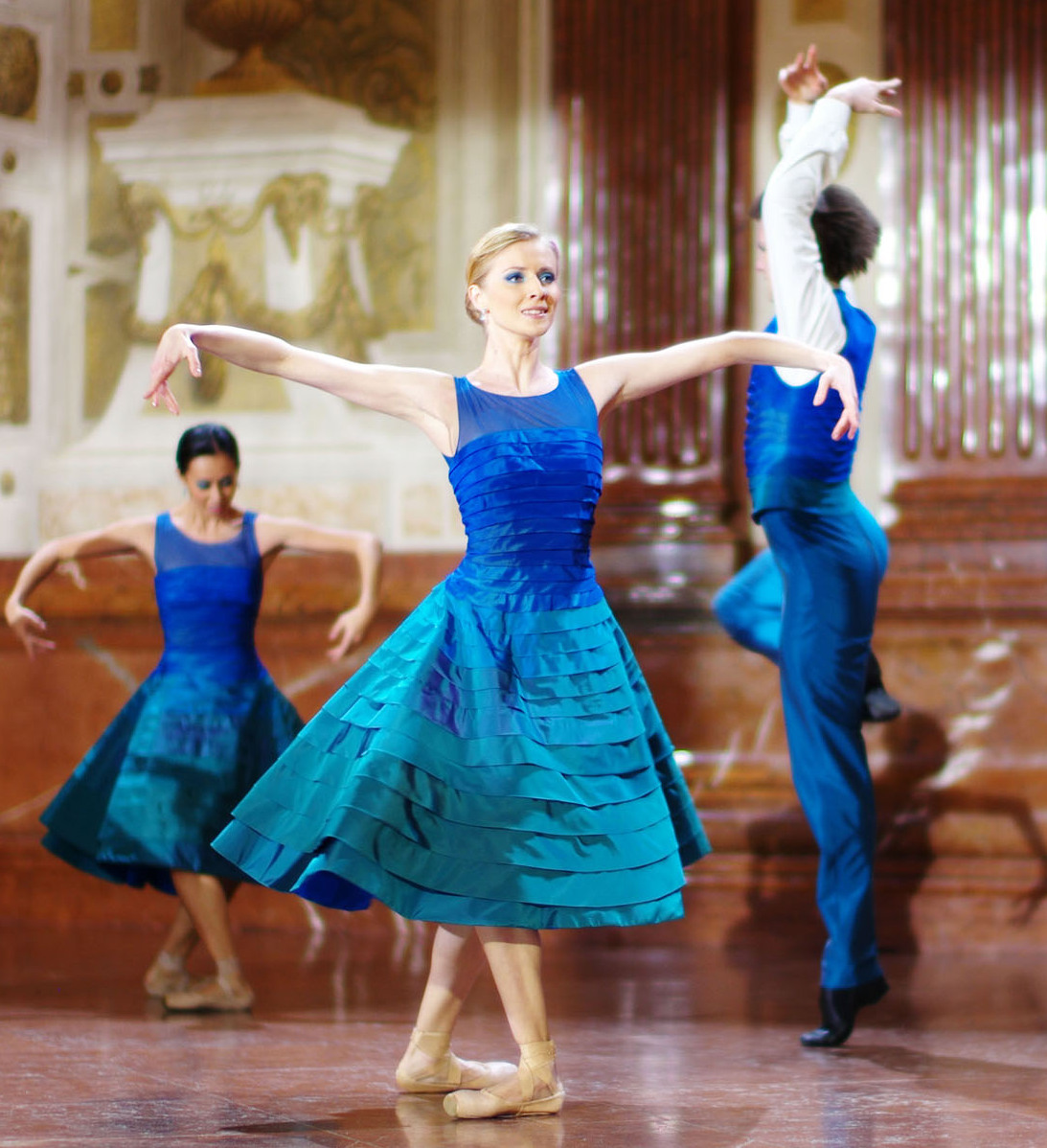
Olga Esina vid repetitionerna för nyårskonserten 2012

Nyårskonsertens traditionella balettmellanspel dansades live i Övre Övre Schloss Belvedere, och italienaren Davide Bombana stod för koreografin i sin debut. På programmet stod valsen Freuet euch des Lebens, den traditionella Donauvalsen av Johann Strauss den yngre och polkan Brennende Liebe av Josef Strauss. För första gången kunde baletten dansa i utställningssalarna i Belvedere framför verk av bland andra Gustav Klimt, vars målning Kyssen Bombana också inkluderade i sin koreografi och utvecklade en pas de deux baserat på den. Dansarna var medlemmar av Wiener Staatsoper.

## Pausfilm
Pausfilmen hade titeln "Musik liegt in der Luft", regisserad av Werner Boote. Över Wiens torg svävade människor genom luften och musiken framfördes av "The Philharmonics", varav de flesta kom från Wienerfilharmonikerna. Spektrumet av inspelade musikaliska verk varierade från Claude Debussy till Chick Corea. Boote sa: "Staden Wien är vacker och dess musik är vacker - så vacker att den får människor att lyfta och de flyger!" Utmaningen för honom var "att producera allt annat än en skärmsläckare, utan en film som är en fest för ögon och öron och fylld med överraskningar". Att filma i Wien var ingen lätt uppgift. Det var svårt att få tag på en 60-meterskran och den fick till exempel inte uppföras på Stephansplatz.

## Inspelningar
Inspelningen av konserten var ett av de mest sålda albumen 2012 i Österrike.

## Weblänkar
- Neujahrskonzert 2012 mit Mariss Jansons auf wienerphilharmoniker.at
- Wienerfilharmonikernas nyårskonsert 2012 på Youtube